# Altopiano delle Pizzorne
L'altopiano delle Pizzorne è un'area montuosa facente parte dell'Appennino Tosco-Emiliano situata in Provincia di Lucca, Toscana, nei comuni di: Villa Basilica, Capannori, Bagni di Lucca, Borgo a Mozzano e Lucca, con un'altitudine media di 850-900 m s.l.m e che raggiunge i 1020 m s.l.m.
Comunemente chiamato da chi abita in zona Pizzorna, l'altopiano si erge a nord della Piana di Lucca, della quale caratterizza il territorio con la sua mole.
Luogo di ristoro estivo raggiungibile da Matraia, Villa Basilica o da Pariana, da esso partono numerosi sentieri segnalati che conducono ai vicini paesi Valgiano, San Pietro a Marcigliano, S. Andrea in Caprile, Tofori, Petrognano, Boveglio, Corsagna e Saltocchio.

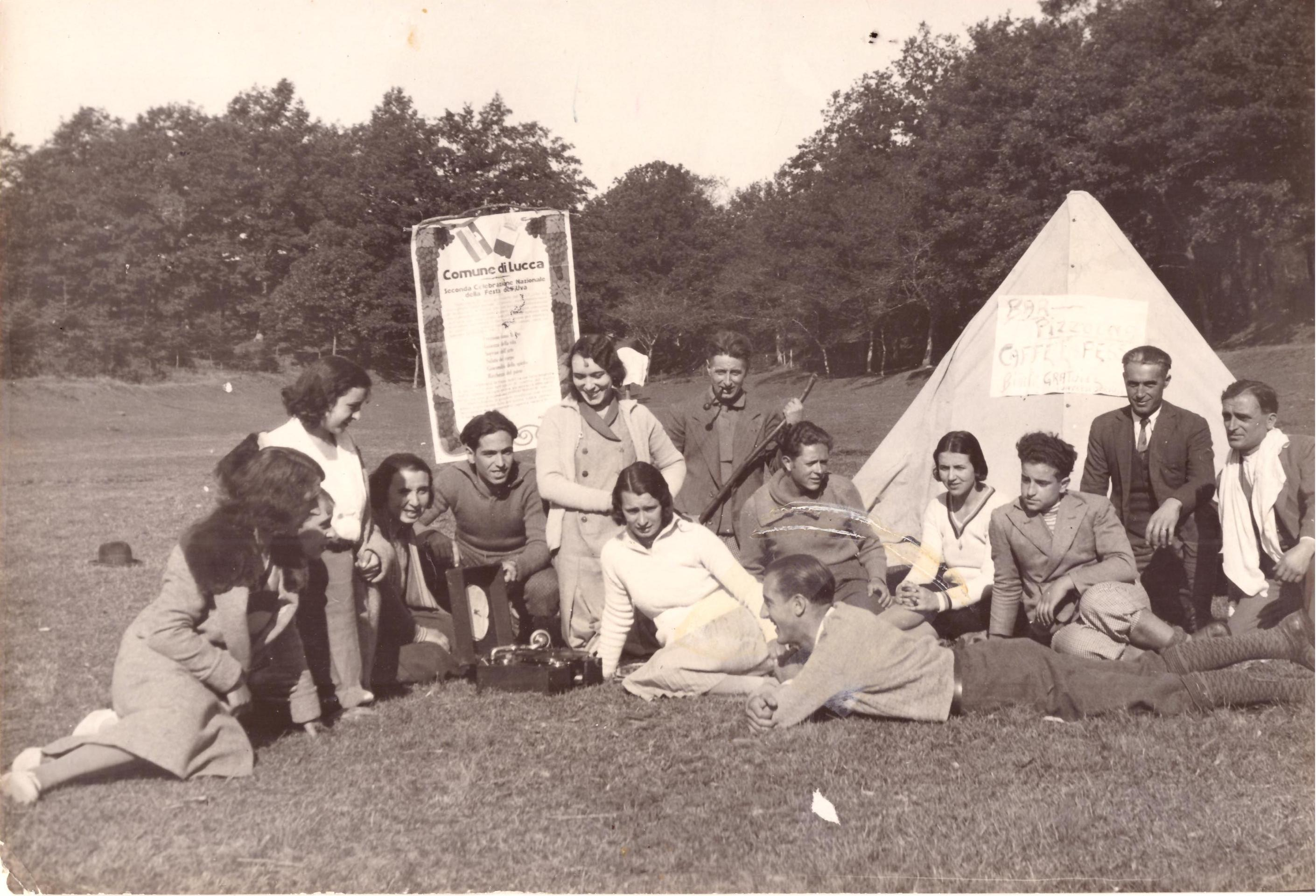
Le Pizzorne, Lucca, Seconda Celebrazione Nazionale della Festa dell'Uva, settembre 1931.